# Fünf-Kugel-Apparat

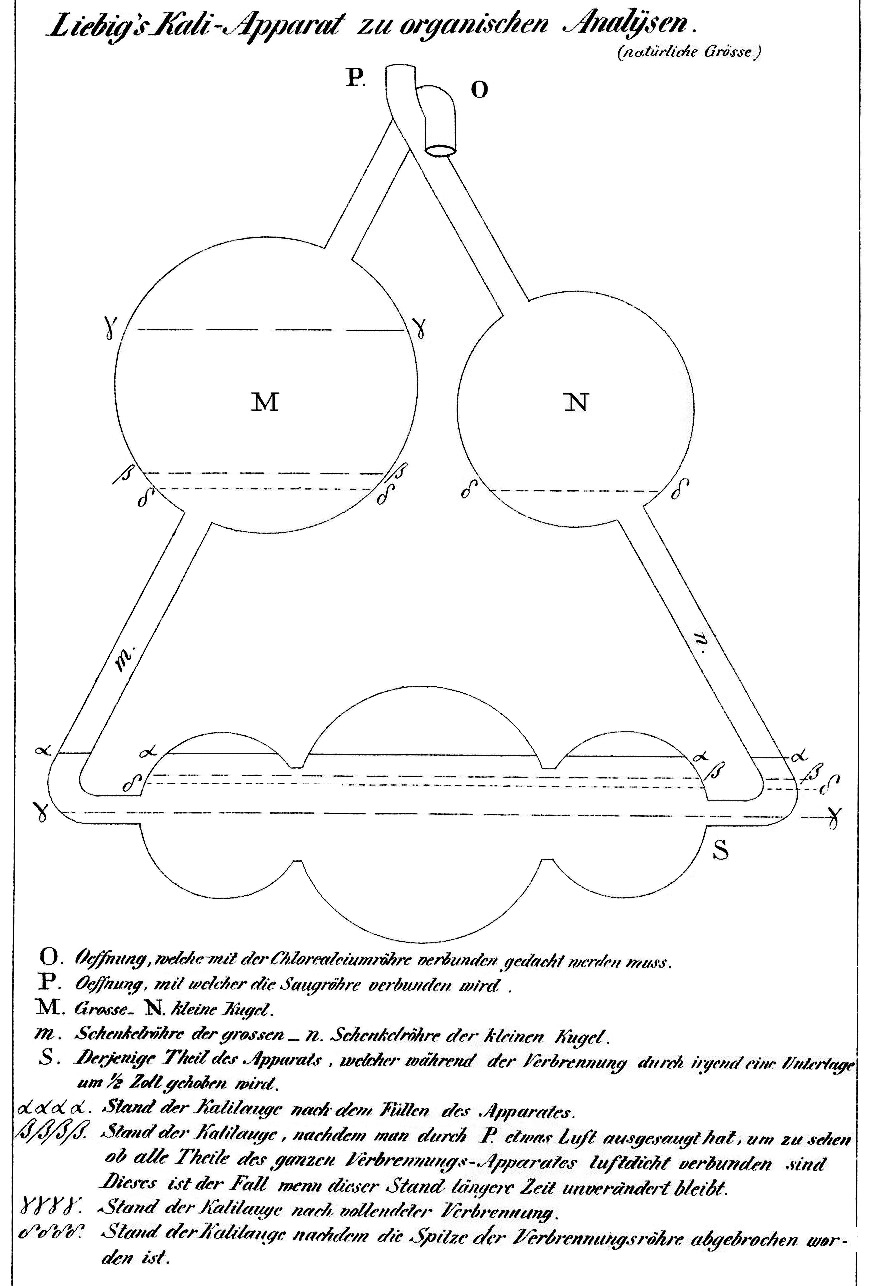
Liebigs Kali-Apparat

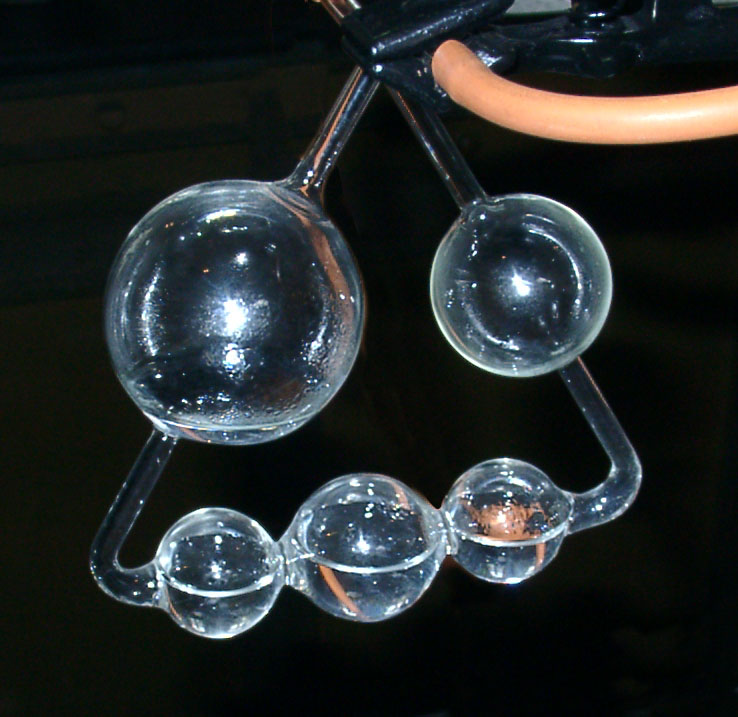
Fünf-Kugel-Apparat (moderner Nachbau)

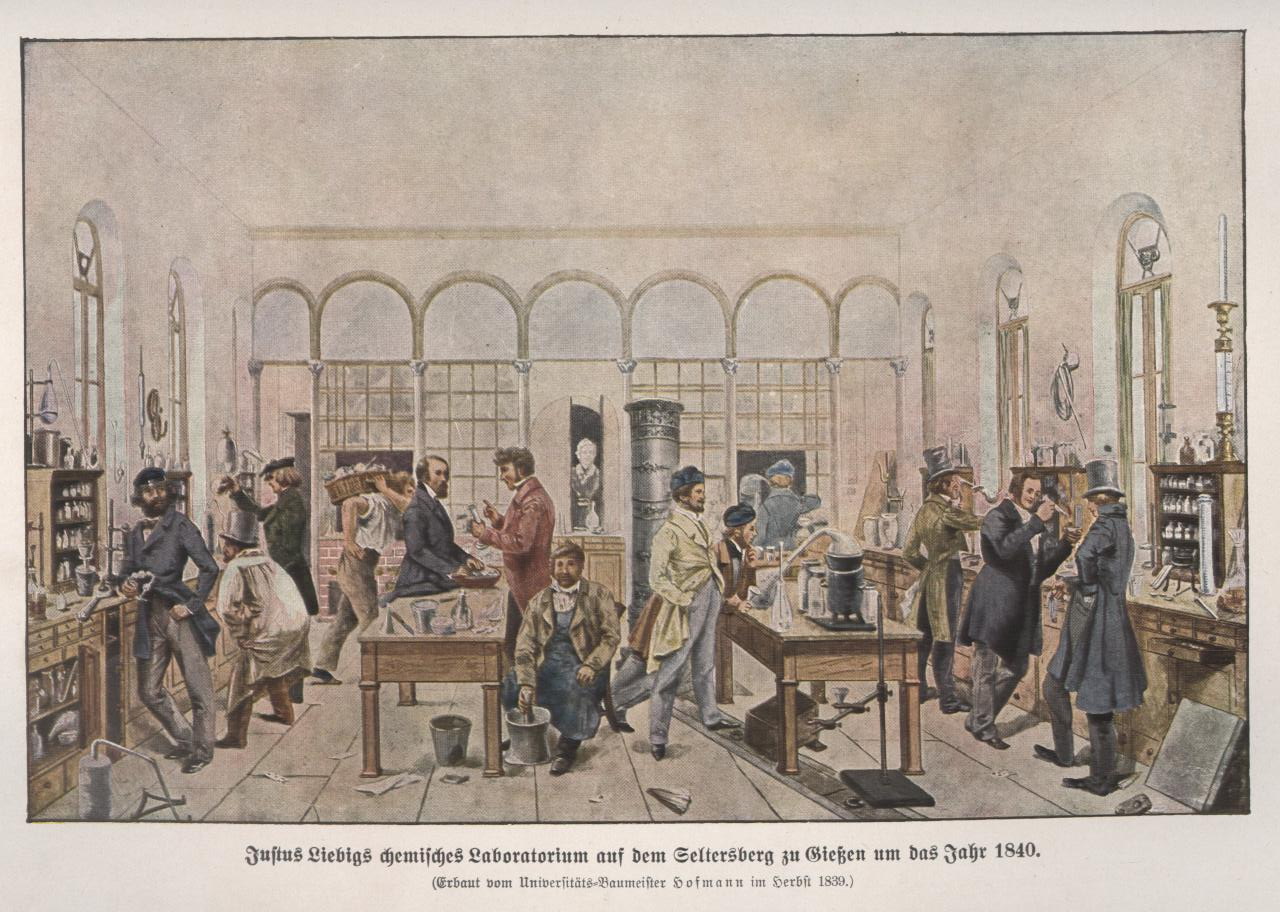
Liebigs Doktoranden (Kali-Apparat links im Bild), um 1841

Der Fünf-Kugel-Apparat ist ein vom Chemiker Justus Liebig 1831 entwickelter Bestandteil einer Vorrichtung zur Elementaranalyse von organischen Stoffen, d. h. zur Feststellung, welche chemischen Elemente (insbesondere Kohlenstoff, Wasserstoff, Sauerstoff, Stickstoff) in dieser Verbindung vorhanden sind. Hierbei dient der Fünf-Kugel-Apparat (ursprünglich Kali-Apparat genannt) zum Auffangen und Binden des Kohlendioxids, das bei der Verbrennung der zu untersuchenden Probe entsteht. Hierzu wird der Apparat mit konzentrierter Kalilauge gefüllt und der Massenzuwachs durch Bildung von Kaliumcarbonat mittels Wägung ermittelt (Reaktionsgleichung: 2 KOH + CO2 → K2CO3 + H2O). Hieraus lässt sich der Gehalt an Kohlenstoff in der Probe berechnen. Dies ist eine wichtige Größe bei der Bestimmung der Summenformel einer organischen Verbindung.
Der Apparat wurde so kompakt und leicht konstruiert, dass die Wägung des gesamten Apparats – mit einer Analysenwaage – ohne Aufarbeitung der enthaltenen Lösung erfolgen konnte, was die Zeitdauer einer Elementaranalyse erheblich verkürzte.
Ein stilisierter Kali-Apparat wird im Logo der American Chemical Society verwendet.
Bei der Gießener Pfingstregatta erhält die Siegerin im Frauen-Einer A einen Wanderpreis in Form eines Fünf-Kugel-Apparates.